# اتحادیه فوتبال آفریقای جنوبی
اتحادیه فوتبال آفریقای جنوبی (انگلیسی: South African Football Association) نهاد اداره‌کننده مسابقات فوتبال و فوتسال در کشور آفریقای جنوبی است.
این سازمان که در سال ۱۹۹۲ تأسیس شده‌است، عضو کنفدراسیون فوتبال آفریقا و فیفا نیز می‌باشد و مقر آن در شهر ژوهانسبورگ است.